# 220V
220V — второй альбом певицы Мары. Презентация альбома прошла 25 марта 2005 в клубе «Б2».

## Об альбоме
Мара об альбоме:
Мы старались сделать этот альбом лучше и интереснее диска «Откровенность». Все вместе мы делали альбом таким, чтобы он понравился нам самим, будь мы на месте людей, приходящих к нам на концерты.

## Список композиций
1. Angel Schlesser — 4:10
2. Не увиделись больше — 4:09
3. Невзаимная любовь — 4:21
4. Трубочный табак — 2:42
5. Че на чём — 3:37
6. Я попала — 4:07
7. Камбоджа — 3:40
8. Новое время — 2:45
9. Жены — 2:52
10. 220V — 3:46

Бонус-трек:
1. Где-то моя любовь — 4:52

## Участники записи
- Мара — вокал, тексты, музыка, бэки, акустика.
- Сергей Крынский — бас.
- Санджи — барабаны, тамбурин.
- Вячеслав (Коля) Страхов — гитары.
- Вячеслав Зарубов — клавиши.

Приглашённые музыканты:
- Олег Пишко — акустика («Где-то моя любовь...»)
- Оля Буркина — вокал («Камбоджа»)

- Запись, звукорежиссирование, сведение, мастеринг — Михаил Кувшинов.
- Sound-продюсирование — Михаил Кувшинов.
- Студия «Кристальная музыка», Москва.